# Nicolás Larcamón
Nicolás Ricardo Larcamón (ur. 11 sierpnia 1984 w La Placie) – argentyński trener piłkarski, od 2025 roku prowadzi meksykański Cruz Azul.